# Oleg Zaïtsev
Pour les articles homonymes, voir Zaïtsev.
Temple de la renommée russe : 2014
Oleg Alekseïevitch Zaïtsev (en russe : Олег Александрович Зайцев ; né le 4 août 1939 à Moscou en URSS - mort le 1er mars 1993) est un joueur professionnel russe de hockey sur glace.

## Carrière de joueur
Il commence sa carrière professionnelle en championnat d'URSS avec les Krylia Sovetov en 1958 puis rejoint un an plus tard le CSKA Moscou. Il remporte sept titres de champion avec le club sportif de l'armée. En 1969, il met un terme à sa carrière. Il termine avec un bilan de 320 matchs et 42 buts en élite.

## Carrière internationale
Il a représenté l'URSS à 73 reprises (11 buts) pendant cinq saisons de 1964 à 1968. L'équipe a remporté les Jeux olympiques en 1964 et 1968. Il a participé à quatre éditions des championnats du monde pour un bilan de quatre médailles d'or.

## Statistiques
Pour les significations des abréviations, voir Statistiques du hockey sur glace.

### En équipe nationale
| Année | Équipe | Compétition |   | PJ | B | A | Pts | Pun           |  | Résultat |
| 1964  | URSS   | JO & CM     | 3 | 0  | 3 | 3 | 2   | Médaille d'or |  |          |
| 1966  | URSS   | CM          | 7 | 3  | 2 | 5 | 6   | Médaille d'or |  |          |
| 1967  | URSS   | CM          | 7 | 1  | 2 | 3 | 6   | Médaille d'or |  |          |
| 1968  | URSS   | JO & CM     | 7 | 1  | 0 | 1 | 4   | Médaille d'or |  |          |